# ドミトリー・グルホフスキー
ドミトリー・グルホフスキー（ロシア語: Дмитрий Алексе́евич Глуховский、1979年6月12日-）はロシアの小説家、ジャーナリストである。代表作は『メトロ2033』。

## 略歴

### 私生活
1979年6月12日、ドミトリー・グルホフスキーはモスクワで生まれ、育った。父親のアレクセイはテレビ番組やラジオ番組などの編集者であり、母親のラリサはタス通信の写真編集者であった。ドミトリーは中学校を卒業後、15歳で『メトロ2033』のアイデアを思いつき、小説家になる事を決心した。17歳になるとイスラエルに留学し、ヘブライ語を習得。その後、ヘブライ大学を卒業した。
ドミトリーはロシアの独裁政治におおかた反対であり、しばしば批判を行ってきた。ウクライナ侵攻では強くロシアを非難し、ロシア軍の即時撤退とウクライナへの支持を表明した。ロシア政府はドミトリーの発言を問題視し、「国家への反逆行為」などの容疑で指名手配した。モスクワ地方裁判所は出頭命令を発行したが、ドミトリーはすでにロシア国内にはいなかったために逮捕することはできず、欠席裁判が行われた。ドミトリーはこれらのことに対して「祖国が悪法を作ったとき、それに従わないのが私たち国民の義務だ」と語っている。

### キャリア

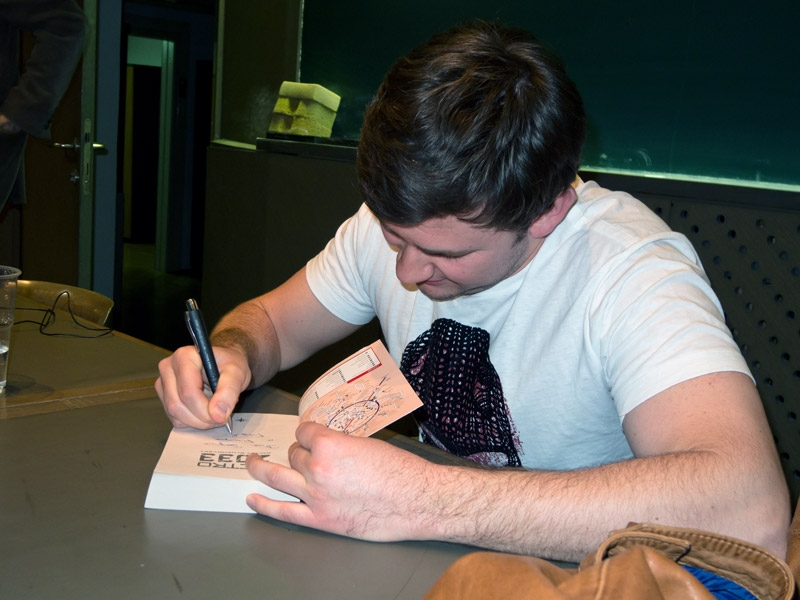
『メトロ2033』にサインするドミトリー・グルホフスキー（2012年）

ドミトリーは18歳の時に『メトロ2033』を書き始め、自身のウェブサイトで公開した。2005年には出版され、ロシア国内で40万部を超えるベストセラーになった。2007年にコペンハーゲンで開催されたヨーロッパSF大会「ユーロコン」の奨励賞を受賞した。また2010年にはゲーム化された。
ジャーナリストとしても活動し、ユーロニュースで記者を務めていた。その後はロシア・トゥデイに移籍し、バイコヌール宇宙基地、チェルノブイリ原子力発電所の放射線高濃度地域、北極などの多数の地域で取材をした。

## 主要著作
- Метро 2033 (2005)
  - 『メトロ2033』、小学館、2011年、上巻 ISBN 9784093567114、下巻 ISBN 9784093567121
- Сумерки (2007)
- Метро 2034